# Kuta Lawah
Kuta Lawah is een bestuurslaag in het regentschap Aceh Timur van de provincie Atjeh, Indonesië. Kuta Lawah telt 350 inwoners (volkstelling 2010).